# 天羽沙夜
天羽 沙夜（あもう さや、1968年 - ）は、日本のライトノベル作家。血液型はA型。福島県出身。日本推理作家協会正会員。睡眠とプリン、ぬいぐるみをこよなく愛するメルヘン体質にもかかわらず、専門分野はトリガーハッピー系ハードボイルド。第4回ジャンプ小説新人賞に『RAT SHOTS』佳作入選でデビュー。バイク事故の療養中に書いた小説にジャンプ小説新人賞を紹介されたのが応募に至るきっかけとなった。その後、『ダーク・アイズ』で第三回電撃ゲーム小説大賞銀賞を受賞。主にゲーム関連のノベライズを手掛けている。

## 作品一覧
ノベライズ
ジャンプ ジェイ ブックス（集英社）
- シティーハンター SPECIAL
- ムヒョとロージーの魔法律相談事務所 七色の魔声
- ムヒョとロージーの魔法律相談事務所 禁書の守護者

電撃文庫（メディアワークス）
- 幻想水滸伝短編集 2 - 4巻〔共著〕
- 探偵紳士DASH!
- シエスタ ~すすき野原の夢物語~
- 転生學園幻蒼録
- グローランサーIV 〜Wayfarer of the time〜
- 探偵 神宮寺三郎 Innocent Black
- 転生學園幻蒼録 鎮守人異聞（短編集）〔共著〕
- ワイルドアームズ ザ フォースデトネイター上巻（上巻のみで下巻は出版されなかった）
- 夜明け前より瑠璃色な Lavender Eyes

ファミ通文庫（エンターブレイン）
- 地獄少女 ~うつろいの彼岸花~